# Peter Luykx
Peter Franciscus Antonia Luykx (Neerpelt, 6 mei 1964) is een Belgisch Vlaams-nationalistisch politicus voor N-VA.

## Levensloop
Luykx studeerde in 1988 af in het hoger economisch onderwijs in Gent. Beroepshalve werd hij bedrijfsleider in het familiale bouwbedrijf Bema, dat in 2014 failliet ging. Ook was hij in 2000 mede-oprichter en tot 2006 bestuurder van Cafca nv, dat software-oplossingen wil bieden voor de bouwsector, en in 1995 mede-oprichter en bestuurder van Silva Consult, dat interieur- en bouwadvies verleent.
Hij was actief in de studentenvereniging KVHV en het Davidsfonds en kwam zo in aanraking met het Vlaams-nationalisme. In 2002 werd hij lid van de N-VA en was in 2003 betrokken bij het oprichten van de plaatselijke partijafdeling in Lommel. In oktober 2006 werd hij verkozen tot gemeenteraadslid van Lommel, hetgeen hij bleef tot in september 2024.
In december 2007 werd hij lid van de Kamer van volksvertegenwoordigers ter opvolging van Jo Vandeurzen, die minister van Justitie werd, maar toen die in december 2008 ontslag moest nemen als minister vanwege de Fortis-affaire, keerde Vandeurzen terug naar het parlement en verloor Luykx zijn parlementszetel. In juli 2009 werd hij opnieuw volksvertegenwoordiger toen Vandeurzen verkaste naar het Vlaams Parlement. In 2010 en 2014 werd Luykx herkozen als Kamerlid. Hij kreeg voor de federale verkiezingen van 2019 de zesde plaats op de Limburgse lijst, maar haalde niet genoeg stemmen om zijn parlementaire loopbaan te kunnen verlengen. Als parlementslid werd hij actief in de commissies Infrastructuur, Financiën en Begroting, Buitenlandse Betrekkingen en Bedrijfsleven. In 2014 was hij tevens even ondervoorzitter van de Kamer.
In oktober 2019 werd hij raadgever autonome regio's en ontwikkelingssamenwerking op het kabinet van minister-president van Vlaanderen Jan Jambon en bleef dit tot in oktober 2024.
In september 2024 verliet Luykx de politiek om terug te keren naar het bedrijfsleven, als regioverantwoordelijke Noord-Limburg voor werkgeversorganisatie Voka.
Luykx is vader van zes kinderen.